# Arnold Hottinger

Arnold Hottinger (1970)

Arnold Hottinger (* 6. Dezember 1926 in Basel; † 21. Mai 2019 in Zug) war ein Schweizer Journalist und Publizist.

## Leben
Arnold Hottinger, Sohn des Pädiaters Adolf Hottinger und der Chemikerin Greta Hottinger-Cahn, wuchs in Düsseldorf und Basel auf und studierte Orientalistik und Romanistik an der Universität Zürich, wo er 1952 promovierte. Weiterführende Studien verfolgte er in Paris, Chicago, Kairo und Beirut. Er sprach neben Deutsch, Englisch, Französisch, Spanisch und Italienisch sieben arabische Dialekte und Farsi.
Er war von 1961 bis 1991 Korrespondent der Neuen Zürcher Zeitung in Beirut und berichtete über den Nahen Osten und die islamische und arabische Welt. Später war er Korrespondent in Madrid und schliesslich in Nikosia. Er arbeitete auch für viele Radiostationen, schrieb für Zeitschriften und publizierte zahlreiche Bücher über den Islam, Arabien und den Nahen Osten, von denen einige als Standardwerke gelten. Hottinger war auch im Ruhestand ein gefragter Fachmann und Referent und schrieb regelmässig für das Online-Portal Journal21. Er lebte bis zu seinem Tod in Zug.
Hottinger starb im Mai 2019 im Alter von 92 Jahren an den Folgen einer vier Monate zuvor schlecht verlaufenen und abgebrochenen Herzoperation.
Der Mediator Julian Thomas Hottinger ist sein Sohn. Sein jüngerer Bruder war der Paläontologe Lukas Hottinger.

## Auszeichnungen
- 1991: Ehrendoktorwürde der Universität Basel
- 2003: Ehrendoktorwürde der Universität Bern
- 2013: Lifetime Achievement Award der Fondation Reinhardt von Graffenried[4]
- 2015: Zürcher Journalistenpreis[5]

## Werke

### Monografien
- Kalilah und Dimnah. Ein Versuch zur Darstellung der arabisch-altspanischen Übersetzungskunst (= Romanica Helvetica. Bd. 65). Francke, Bern 1958.
- Die Araber. Werden, Wesen, Wandel und Krise des Arabertums. Atlantis, Zürich 1960.
- Das volkstümliche Element in der modernen spanischen Lyrik. Atlantis, Zürich 1962.
- Fellachen und Funktionäre. Entwicklungswege im Nahen Osten. Kösel, München 1967.
- 10mal Nahost (= Panoramen der modernen Welt). Piper, München 1970.
  - ab der 4. Auflage als Taschenbuch unter dem Titel 7mal Naher Osten (= Serie Piper. Bd. 5127). Piper, München 1988.
- Die arabischen Staaten Nordafrikas. Verlag für Literatur und Zeitgeschehen, Hannover 1971.
- Spanien. Seine Geschichte in Text und Bild. Hallwag, Bern/Stuttgart 1976.
- mit Barbara L. Begelsbacher: Ägypten. Silva, Zürich, 1985.
- Die Araber vor ihrer Zukunft. Geschichte und Problematik der Verwestlichung. NZZ, Zürich 1988; 2., ergänzte Auflage: Schöningh, Paderborn 1991, ISBN 3-506-73943-3.
- Unbekannter Nachbar Türkei. AT, Aarau 1990.
- mit Erich Gysling: Krisenherd Nahost. Ein aktueller Dialog NZZ, Zürich 1991.
- Allah heute. Pendo, Zürich 1991.
- Islamischer Fundamentalismus. NZZ, Zürich 1993.
- (als Mit-Herausgeber) Oman. Weihrauch und Erdöl. Landeskunde und Reisehandbuch. Strom, Luzern 1993.
- Die Mauren. Arabische Kultur in Spanien. NZZ, Zürich 1995; 2. Auflage: Fink, München 2005, ISBN 3-7705-3075-6.
- Akbar der Große (1542–1605). Herrscher über Indien durch Versöhnung der Religionen. Fink, München 1998, ISBN 3-7705-3335-6.
- Gottesstaaten und Machtpyramiden. Demokratie in der islamischen Welt. NZZ, Zürich / Schöningh, Paderborn 2000, ISBN 3-506-73947-6.
- Islamische Welt. Der Nahe Osten: Erfahrungen, Begegnungen, Analysen. NZZ, Zürich / Schöningh, Paderborn 2004, ISBN 3-506-71800-2.
- Die Länder des Islam. Geschichte, Traditionen und der Einbruch der Moderne. NZZ, Zürich / Schöningh, Paderborn 2008, ISBN 978-3-506-76541-3.

### Übersetzungen
- At-Tanukhi: Ende gut, alles gut. Das Buch der Erleichterung nach der Bedrängnis. Manesse, Zürich 1979, ISBN 3-7175-1576-4 (= Manesse Bibliothek der Weltliteratur).
- Abdarrahman Al-Gabarti: Bonaparte in Ägypten. Aus der Chronik des Abdarrahman Al-Gabarti (1754–1829). Artemis, Zürich 1983, ISBN 3-7608-4532-0 (= Bibliothek des Morgenlandes, Band 21).